# Кастальєт-і-ла-Гурнал
Кастальє́т-і-ла-Гурна́л (кат. Castellet i la Gornal) — муніципалітет, розташований в Автономній області Каталонія, в Іспанії. Знаходиться у районі (кумарці) Ал-Пенедес провінції Барселона, згідно з новою адміністративною реформою перебуватиме у складі Баґарії (округи) Барселона.

## Населення
Населення міста (у 2007 р.) становить 2.044 особи (з них менше 14 років — 16,4 %, від 15 до 64 — 66,9 %, понад 65 років — 16,6 %). У 2006 р. народжуваність склала 26 осіб, смертність — 18 осіб, зареєстровано 10 шлюбів. У 2001 р. активне населення становило 659 осіб, з них безробітних — 55 осіб.

Серед осіб, які проживали на території міста у 2001 р., 1.059 народилися в Каталонії (з них 527 осіб у тому самому районі, або кумарці), 352 особи приїхали з інших областей Іспанії, а 77 осіб приїхало з-за кордону. 

Університетську освіту має 6,5 % усього населення. 

У 2001 р. нараховувалося 571 домогосподарство (з них 25 % складалися з однієї особи, 28,7 % з двох осіб,18,7 % з 3 осіб, 19,4 % з 4 осіб, 5,4 % з 5 осіб, 1,9 % з 6 осіб, 0,4 % з 7 осіб, 0,2 % з 8 осіб і 0,2 % з 9 і більше осіб).

Активне населення міста у 2001 р. працювало у таких сферах діяльності : у сільському господарстві — 9,6 %, у промисловості — 32,9 %, на будівництві — 11,3 % і у сфері обслуговування — 46,2 %. 

 У муніципалітеті або у власному районі (кумарці) працює 1.069 осіб, поза районом — 390 осіб.

### Безробіття
У 2007 р. нараховувалося 65 безробітних (у 2006 р. — 53 безробітних), з них чоловіки становили 29,2 %, а жінки — 70,8 %.

## Економіка

### Підприємства міста

#### Промислові підприємства
| \| Промислові підприємства міста, за сферою діяльності \| Промислові підприємства міста, за сферою діяльності \| Промислові підприємства міста, за сферою діяльності \| \| Рік \| 2002 р. \| 2001 р. \| \| --------------------------------------------------- \| --------------------------------------------------- \| --------------------------------------------------- \| \| Енергетичні та водні ресурси \| 16,7 % \| 16,7 % \| \| Хімія та метали \| 8,3 % \| 0 % \| \| Переробка металів \| 8,3 % \| 16,7 % \| \| Продукти харчування \| 33,3 % \| 33,3 % \| \| Текстиль \| 8,3 % \| 8,3 % \| \| Виробництво меблів, видання \| 25 % \| 25 % \| \| Інше \| 0 % \| 0 % \| \| Усього підприємств \| 12 \| 12 \| |         |         |
| Промислові підприємства міста, за сферою діяльності |         |         |
| Рік | 2002 р. | 2001 р. |
| Енергетичні та водні ресурси | 16,7 %  | 16,7 %  |
| Хімія та метали | 8,3 %   | 0 %     |
| Переробка металів | 8,3 %   | 16,7 %  |
| Продукти харчування | 33,3 %  | 33,3 %  |
| Текстиль | 8,3 %   | 8,3 %   |
| Виробництво меблів, видання | 25 %    | 25 %    |
| Інше | 0 %     | 0 %     |
| Усього підприємств | 12      | 12      |

#### Роздрібна торгівля
| \| Підприємства роздрібної торгівлі міста, за сферою діяльності \| Підприємства роздрібної торгівлі міста, за сферою діяльності \| Підприємства роздрібної торгівлі міста, за сферою діяльності \| \| Рік \| 2002 р. \| 2001 р. \| \| ------------------------------------------------------------ \| ------------------------------------------------------------ \| ------------------------------------------------------------ \| \| Продукти харчування \| 20 % \| 20 % \| \| Одяг та взуття \| 0 % \| 0 % \| \| Товари для дому \| 0 % \| 0 % \| \| Книги та періодичні видання \| 0 % \| 0 % \| \| Промислова хімічна продукція \| 20 % \| 20 % \| \| Продукція, пов'язана з транспортними засобами \| 0 % \| 0 % \| \| Інше \| 60 % \| 60 % \| \| Усього підприємств \| 5 \| 5 \| |         |         |
| Підприємства роздрібної торгівлі міста, за сферою діяльності |         |         |
| Рік | 2002 р. | 2001 р. |
| Продукти харчування | 20 %    | 20 %    |
| Одяг та взуття | 0 %     | 0 %     |
| Товари для дому | 0 %     | 0 %     |
| Книги та періодичні видання | 0 %     | 0 %     |
| Промислова хімічна продукція | 20 %    | 20 %    |
| Продукція, пов'язана з транспортними засобами | 0 %     | 0 %     |
| Інше | 60 %    | 60 %    |
| Усього підприємств | 5       | 5       |

#### Сфера послуг
| \| Підприємства міста, що працюють у сфері послуг, за діяльністю \| Підприємства міста, що працюють у сфері послуг, за діяльністю \| Підприємства міста, що працюють у сфері послуг, за діяльністю \| \| Рік \| 2002 р. \| 2001 р. \| \| ------------------------------------------------------------- \| ------------------------------------------------------------- \| ------------------------------------------------------------- \| \| Гуртова торгівля \| 12,1 % \| 7,1 % \| \| Готелі та готельний бізнес \| 18,2 % \| 25 % \| \| Транспорт та зв'язок \| 12,1 % \| 17,9 % \| \| Посередницькі фінансові послуги \| 3 % \| 3,6 % \| \| Послуги підприємствам \| 6,1 % \| 3,6 % \| \| Послуги фізичним особам \| 30,3 % \| 28,6 % \| \| Нерухомість та ін. \| 18,2 % \| 14,3 % \| \| Усього підприємств \| 33 \| 28 \| |         |         |
| Підприємства міста, що працюють у сфері послуг, за діяльністю |         |         |
| Рік | 2002 р. | 2001 р. |
| Гуртова торгівля | 12,1 %  | 7,1 %   |
| Готелі та готельний бізнес | 18,2 %  | 25 %    |
| Транспорт та зв'язок | 12,1 %  | 17,9 %  |
| Посередницькі фінансові послуги | 3 %     | 3,6 %   |
| Послуги підприємствам | 6,1 %   | 3,6 %   |
| Послуги фізичним особам | 30,3 %  | 28,6 %  |
| Нерухомість та ін. | 18,2 %  | 14,3 %  |
| Усього підприємств | 33      | 28      |

## Житловий фонд
У 2001 р. 3,7 % усіх родин (домогосподарств) мали житло метражем до 59 м2, 20,5 % — від 60 до 89 м2, 41 % — від 90 до 119 м2 і
34,9 % — понад 120 м2.

З усіх будівель у 2001 р. 23,1 % було одноповерховими, 75,6 % — двоповерховими, 1,1
% — триповерховими, 0,1 % — чотириповерховими, 0,1 % — п'ятиповерховими, 0 % — шестиповерховими,
0 % — семиповерховими, 0 % — з вісьмома та більше поверхами.

## Автопарк
| \| Автомобілі, зареєстровані у місті, за призначенням \| Автомобілі, зареєстровані у місті, за призначенням \| Автомобілі, зареєстровані у місті, за призначенням \| \| Рік \| 2006 р. \| 2005 р. \| \| -------------------------------------------------- \| -------------------------------------------------- \| -------------------------------------------------- \| \| Приватні автомобілі \| 63,2 % \| 63,3 % \| \| Мотоцикли \| 9,1 % \| 8,8 % \| \| Вантажівки \| 19,7 % \| 19,6 % \| \| Трактори \| 1,4 % \| 1,5 % \| \| Автобуси та ін. \| 6,6 % \| 6,8 % \| \| Усього автомобілів \| 1.618 шт. \| 1.532 шт. \| |           |           |
| Автомобілі, зареєстровані у місті, за призначенням |           |           |
| Рік | 2006 р.   | 2005 р.   |
| Приватні автомобілі | 63,2 %    | 63,3 %    |
| Мотоцикли | 9,1 %     | 8,8 %     |
| Вантажівки | 19,7 %    | 19,6 %    |
| Трактори | 1,4 %     | 1,5 %     |
| Автобуси та ін. | 6,6 %     | 6,8 %     |
| Усього автомобілів | 1.618 шт. | 1.532 шт. |

## Вживання каталанської мови
У 2001 р. каталанську мову у місті розуміли 96,6 % усього населення (у 1996 р. — 98,6 %), вміли говорити нею 78,9 % (у 1996 р. -
86,9 %), вміли читати 75,6 % (у 1996 р. — 83,1 %), вміли писати 46,8
% (у 1996 р. — 44,4 %). Не розуміли каталанської мови 3,4 %.

## Політичні уподобання
У виборах до Парламенту Каталонії у 2006 р. взяло участь 776 осіб (у 2003 р. — 795 осіб). Голоси за політичні сили розподілилися таким чином:
| \| Вибори до Парламенту Каталонії \| Вибори до Парламенту Каталонії \| Вибори до Парламенту Каталонії \| \| Рік \| 2006 р. \| 2003 р. \| \| -------------------------------------- \| ------------------------------ \| ------------------------------ \| \| Конвергенція та Єднання (CiU) \| 28,5 % \| 30,7 % \| \| Соціалістична партія Каталонії (PSC) \| 33,6 % \| 35,7 % \| \| Народна партія (PP) \| 7,3 % \| 8,9 % \| \| Ініціатива за зелену Каталонію (IC) \| 9,5 % \| 4,7 % \| \| Республіканська лівиця Каталонії (ERC) \| 17,3 % \| 18,5 % \| \| Громадянська партія (C's) \| 1,9 % \| 0 % \| \| Інші \| 1,8 % \| 1,5 % \| |         |         |
| Вибори до Парламенту Каталонії |         |         |
| Рік | 2006 р. | 2003 р. |
| Конвергенція та Єднання (CiU) | 28,5 %  | 30,7 %  |
| Соціалістична партія Каталонії (PSC) | 33,6 %  | 35,7 %  |
| Народна партія (PP) | 7,3 %   | 8,9 %   |
| Ініціатива за зелену Каталонію (IC) | 9,5 %   | 4,7 %   |
| Республіканська лівиця Каталонії (ERC) | 17,3 %  | 18,5 %  |
| Громадянська партія (C's) | 1,9 %   | 0 %     |
| Інші | 1,8 %   | 1,5 %   |

У муніципальних виборах у 2007 р. взяло участь 862 особи (у 2003 р. — 796 осіб). Голоси за політичні сили розподілилися таким чином:
| \| Муніципальні вибори \| Муніципальні вибори \| Муніципальні вибори \| \| Рік \| 2007 р. \| 2003 р. \| \| -------------------------------------- \| ------------------- \| ------------------- \| \| Конвергенція та Єднання (CiU) \| 15,7 % \| 14,1 % \| \| Соціалістична партія Каталонії (PSC) \| 66,9 % \| 69,7 % \| \| Народна партія (PP) \| 6,5 % \| 3,1 % \| \| Ініціатива за зелену Каталонію (IC) \| 0 % \| 0 % \| \| Республіканська лівиця Каталонії (ERC) \| 10,9 % \| 13,1 % \| \| Громадянська партія (C's) \| 0 % \| 0 % \| \| Інші \| 0 % \| 0 % \| |         |         |
| Муніципальні вибори |         |         |
| Рік | 2007 р. | 2003 р. |
| Конвергенція та Єднання (CiU) | 15,7 %  | 14,1 %  |
| Соціалістична партія Каталонії (PSC) | 66,9 %  | 69,7 %  |
| Народна партія (PP) | 6,5 %   | 3,1 %   |
| Ініціатива за зелену Каталонію (IC) | 0 %     | 0 %     |
| Республіканська лівиця Каталонії (ERC) | 10,9 %  | 13,1 %  |
| Громадянська партія (C's) | 0 %     | 0 %     |
| Інші | 0 %     | 0 %     |